# 枣强县
枣强县地处华北平原腹地，位于河北省东南部，隶属衡水市，縣人民政府駐棗強鎮新華東街3號。

## 地理
枣强县位于河北省东南部，环渤海经济圈。东面分别与景县，故城县接壤，南面与南宫市毗连，西面与冀州市接壤，北面分别连接桃城区，武邑县。县城枣强镇北距首都北京272公里，西距省会石家庄124公里。面积905平方公里面积。清凉江流经本县东部。

## 气候
年均气温13℃，年降水量497毫米。属暖温带大陆性季风气候。

## 历史

### 东周至清朝
本县在春秋时代属齐地，战国时属赵地。
秦朝时属巨鹿郡。
西汉初置枣强县。两汉时，枣强与广川两县，几度“离合废置，本为一也”。因此两汉时的广川县基本上就是今天的枣强县。
三国时曹魏复置枣强县，隶属冀州清河郡。
西晋时枣强县并入广川县，隶属冀州渤海郡。
东晋时后燕复置枣强县，隶属广川郡。
北魏神瑞二年（公元415年），枣强被并入广川县。北魏 太和二十二年（公元498年），复置枣强县。
北齐天保七年（公元556）年，广川县被并入枣强县，隶属长乐郡。
隋朝开皇二年（公元582年），枣强县治所复为今天的旧县村。开皇三年（公元583年），废长乐郡为冀州，枣强仍属之。
唐朝贞观元年（公元627年），朝廷在州以上设道，枣强县属河北道冀州。
北宋时枣强县隶属河北东路冀州。
金朝天会四年（公元1126年），枣强县旧县城毁于洪水，县治由旧县村处迁于刘马村，即今天县城址。隶属河北东路河间府冀州。
元朝时，枣强县属燕南河北道肃政廉访司真定路冀州。元历三年（公元1330年），真定路改属中书省，枣强仍属之。
明朝时枣强县属北直隶（京师）真定府冀州。
清朝时布政使司改为省，北直隶改为直隶省，冀州为直隶州，枣强县属冀州直隶州。

### 民国时期
民国初年时沿袭清制，枣强县隶属直隶省冀直隶州。直隶省废除府、州后，枣强县直接隶属于直隶省。民国三年(1914年)，直隶省划分为四道，本县隶属大名道。民国十七年(1928年)，直隶省改名为河北省，废道，各县直接隶属于省。民国二十六年(1937年)，河北省划为17个行政督察区，本县隶属第14督察区。

### 中华人民共和国成立后至今
河北省人民政府成立后，本县政府隶属河北省衡水专区。1952年改属石家庄专区。1962年6月，衡水专区复置后，枣强县仍然隶属衡水专区。1970年衡水专区改为衡水地区，本县仍属之。1996年5月31日，衡水地区改为地级衡水市，本县仍属之。

## 人口
根據第七次人口普查數據，截至2020年11月1日零時，棗強縣常住人口365640人。

## 交通
- 铁路：京九铁路枣强站、京九铁路大营镇站
- 公路： 大广高速、 240国道、 282省道、 324省道、 393省道

## 教育
- 枣强中学

## 地域经济

### 皮毛产业
枣强县大营镇是裘皮业的发源地，经过多年的发展，已经成为国内外著名的裘皮加工、生产、集散基地。如今，裘皮业不仅是枣强县经济的支柱，而且成为全市乃至河北省重要的区域特色产业之一。 裘皮业相传为商朝宰相比干在枣强大营为官时发明，明嘉靖年间，营皮被额定为“土贡”，名扬天下。清朝道光年间，英、俄、日、荷等10多个国家的客商开始在大营设立货栈；到上世纪六七十年代，营皮曾长期作为出口免检产品远销海外。目前全县拥有加工企业摊点1.2万家，毛皮业以大营为中心，已辐射到周边5市县500多个村庄，从业人员达到15万人，形成了方圆百里的经济圈。

## 行政区划
枣强县下辖9个镇、2个乡：
枣强镇、恩察镇、大营镇、嘉会镇、马屯镇、肖张镇、张秀屯镇、新屯镇、唐林镇、王均乡和王常乡。

## 地方特产

### 马莲小枣
可生食，还可做成许多食品，如枣糕、枣卷、棕子等，另外，还加工制做枣酒、枣醋、枣酱、枣泥、枣面、蜜枣、乌枣等多种加工品。
马莲小枣树体稍大、长势偏旺，适应性强、耐旱、耐瘠薄、耐盐碱、抗涝。结果较早，稳产高产。但由于过去战乱和人为因素，现栽植面积很少

### 东方甘薯
东方甘薯是河北省枣强县具有地方特色的名优农产品，栽培品种为脱毒北京553，该品种薯块整齐、均匀，薯形较长，表面光滑，块根皮色为黄色，维生素及胡萝卜素含量多，含糖量可达30%，鲜食熟制均可，其产品深爱广大消费者青睐。除食用外，还是工业上制造酒精和淀粉的重要原料，也可制造乳酸、味精、柠檬酸、淀粉等，还可以加工成各种各样的粉条、粉丝等，其用途非常广泛。该产品多次被评为河北省名优农产品称号。

## 风味小吃
鞋底烧饼，烙饼卷熏肉，枣强老豆腐，枣强焖饼，绍氏酥鱼等。